# Абукума
Абу́кума (яп. 阿武隈川) — река в Японии, протекает по префектурам Мияги и Фукусима. Длина реки — 239 км. Площадь водосборного бассейна — 5400 км².
Исток реки расположен на склоне горы Асахи (яп. 旭岳, высотой 1835 м). Абукума течёт на север через центральную часть префектуры Фукусима — Накадори (中通り),- по пути в неё впадают реки Отакине (大滝根川), Аракава (荒川), Суриками (摺上川). Река протекает через ущелье Абукума и попадает в префектуру Мияги. После объединения с рекой Сироиси (白石川) она впадает в Тихий океан.
Около 79 % бассейна реки занимает природная растительность, около 18 % — сельскохозяйственные земли, около 3 % застроено.
На реке расположены города Какуда, Иванума, Сиракава, Сукагава, Корияма, Нихоммацу и Фукусима.